# Shunki Takahashi
Shunki Takahashi (高橋 峻希 Takahashi Shunki?), född 4 maj 1990 i Saitama prefektur, är en japansk fotbollsspelare.
Takahashi började sin karriär 2009 i Urawa Reds. Efter Urawa Reds spelade han för JEF United Chiba, Vissel Kobe och Kashiwa Reysol.